# Пагода Хоангфук
Пагода Хоангфук (вьет. Chùa Hoằng Phúc, дословно — «Великое благословение», хан-ты: 弘福寺) — пагода, которая расположена в деревне Митхюи уезда Летхюи провинции Куангбинь (Вьетнам). Пагоде более 700 лет, и она является одним из самых старых храмов в Центральном Вьетнаме.

## История

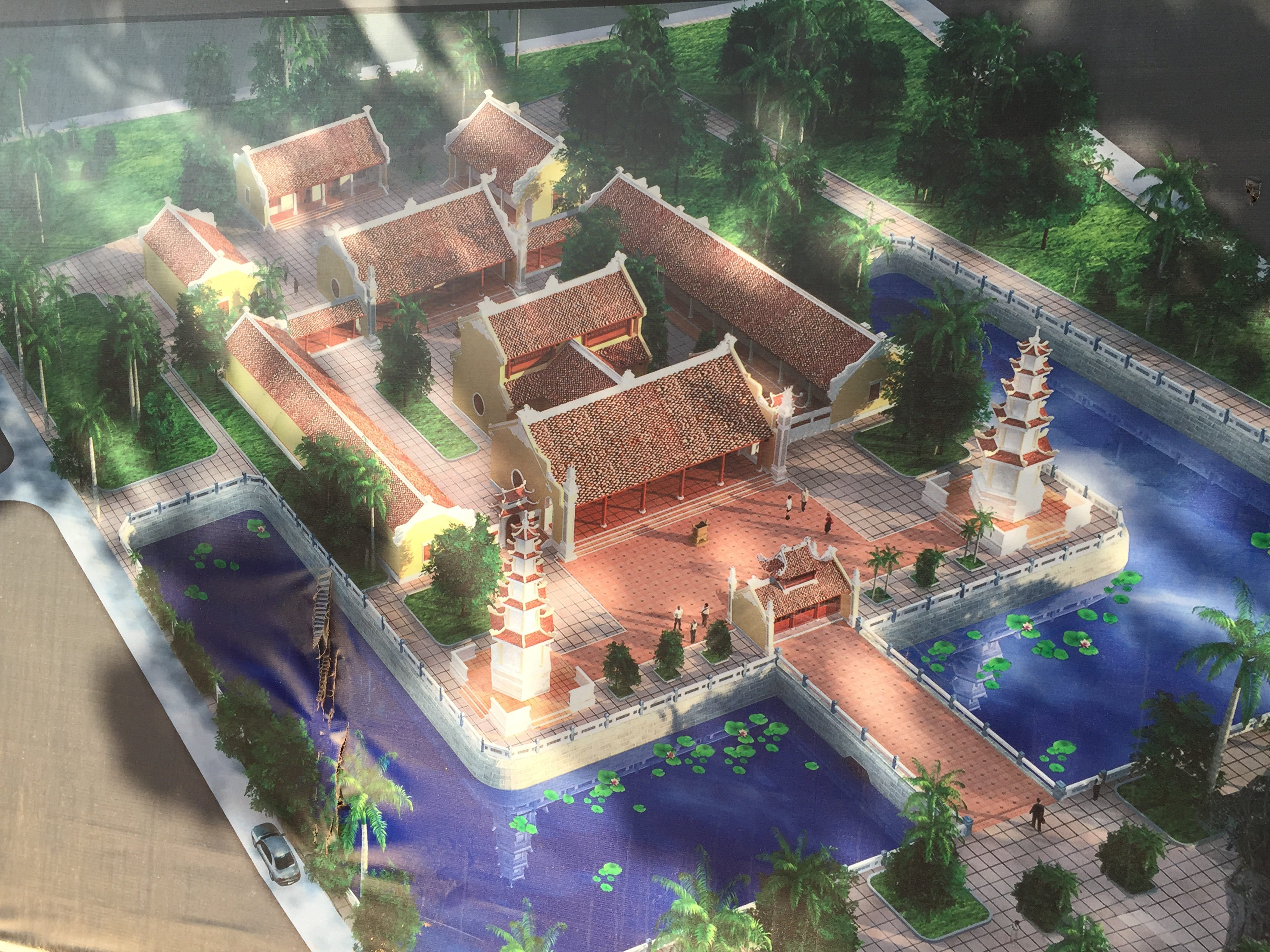
Проект реконструкции пагоды.

В 1301 году император династии Чан Чан Нян Тонг посетил данных храм, который в то время носил название Амчикьен (Am Tri Kiến). В 1716 году полководец Нгуен Фук Тю переименовал этот храм в Киньтхьенты (Kính Thiên Tự). В 1821 году храм посетил император Минь Манг из династии Нгуен и переименовал его в Хоангфукты (Hoằng Phúc Tự). В разговорной речи его называли храмом Чам (Chùa Trạm) или Куан (Chùa Quan).
Пагоду перестраивали несколько раз. В 1895 году она была разрушена тропическим ураганом, в результате которого не осталось ничего, кроме ворот, фундамента храма, 80-килограммового колокола и нескольких старых статуй Будды. Храм был включён в список святынь провинции Куангбинь.
В декабре 2014 года началась реконструкция пагоды. 15 января 2016 года новая пагода была торжественно открыта при участии представителей правительства Вьетнама, членов буддийских сангх Вьетнама и Мьянмы, Верховный патриарх буддистов Камбоджи Теп Вонг и верующие со всего Вьетнама. Пагода Хоангфук была признана национальной исторической святыней Вьетнама.
В день торжественного открытия Буддийская сангха Мьянмы подарила пагоде Хоангфук шариру Будды из пагоды Шведагон в Янгоне.

## Галерея

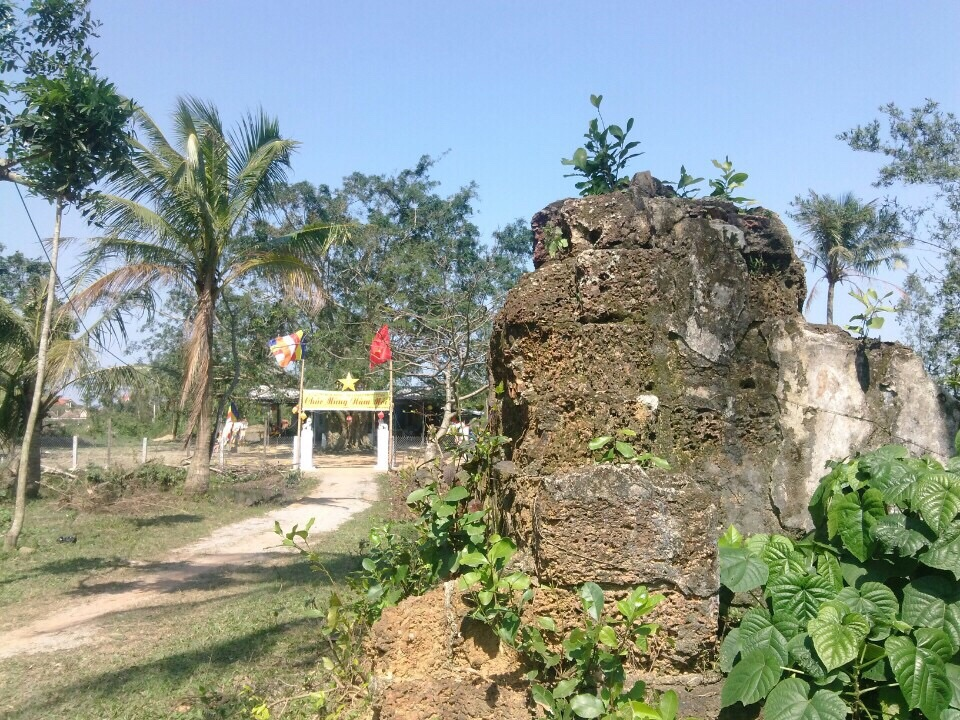
Сохранившиеся ворота храма в феврале 2014 года
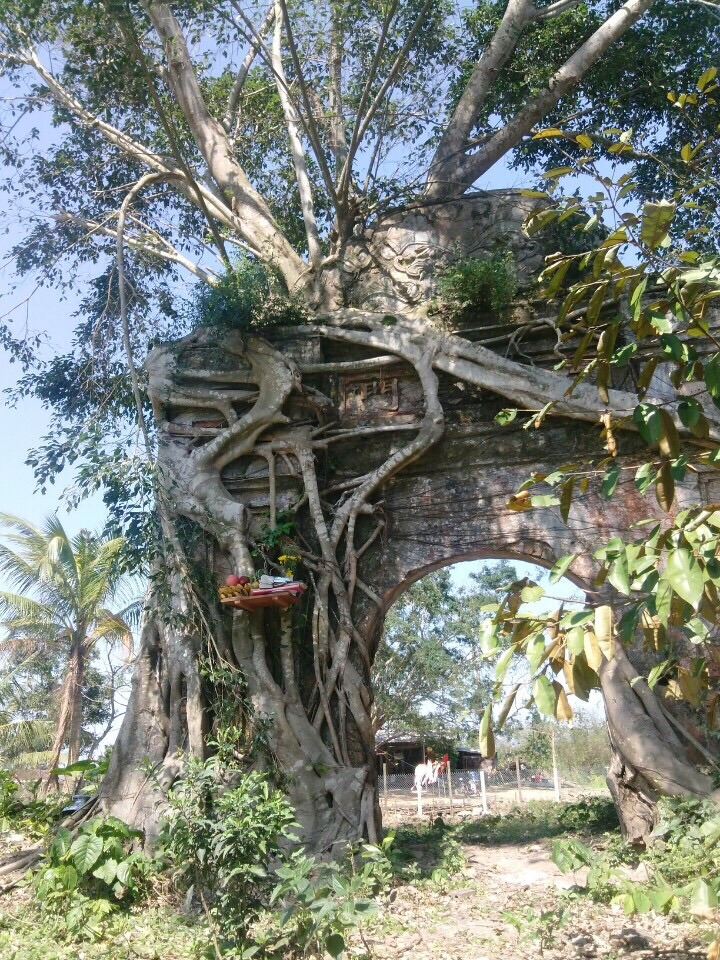
Сохранившиеся ворота храма в феврале 2014 года